# Hirshhorn Museum and Sculpture Garden
Hirshhornovo muzeum a jeho sochařský park je jedním z pěti největších sbírek moderního umění v USA. Patří do sítě národních muzeí spravovaných Smithsonian Institution. Budova je umístěna v parku National Mall, který spojuje Kapitol a Washingtonův monument.

## Historie
Sbírku moderního umění založil Joseph Herman Hirshhorn, který se narodil v početné židovské rodině v Litvě a jako osmiletý emigroval do Spojených států se svou ovdovělou matkou. Ve 13 letech opustil školu a stal se prodavačem novin a v 15 letech pracoval jako poslíček na Wall Street ve firmě, která později založila burzu. Jako šestnáctiletý investoval 255 $, které si našetřil, o tři roky později už jako burzovní makléř vydělal 168 000 $. V osmnácti letech si koupil své dva první grafické listy – mědiryty Albrechta Dürera. Těsně před krachem burzy prodal svá aktiva za 4 miliony $.
Později investoval do těžby zlata a uranu a soustavnými nákupy moderního umění vybudoval jednu z nejvýznamnějších soukromých sbírek na světě. Jeho sbírka se stala známou až roku 1962, kdy zapůjčil některá vybraná díla pro výstavu v Guggenheimově muzeu. V roce 1966 věnoval sbírku čítající 6 000 obrazů a soch z 19. a 20. století spolu s nadačním darem 2 mil. $ lidu USA. Joseph Hirshorn při otevření muzea roku 1974 ve své řeči poděkoval Spojeným státům, že jemu i dalším imigrantům umožnily dosáhnout v životě naplnění životních cílů, které nebylo možné v žádné jiné zemi na světě a dar své sbírky národu považuje za malou splátku toho, co pro něj tato země udělala. Hirshorn sbíral umění po celý život a když v roce 1981 zemřel, odkázal muzeu další umělecká díla, která zdvojnásobila počet sbírkových předmětů muzea.
Smithsonian Institution ve Washingtonu pro sbírku postavilo moderní galerii navrženou v 60. letech architektem Gordonem Bunshaftem. Investor žádal, aby se svým vzhledem výrazně lišila od ostatních staveb ve městě. Výsledkem je cylindrická budova se třemi patry výstavních galerií pro obrazy, zdvižená nad terén na čtyřech masivních "nohách", s centrálním dvorem a fontánou. Pro instalaci soch slouží centrální dvůr a okolní sochařský park. Hirshhorn Museum and Sculpture Garden bylo dokončeno roku 1974 a je státním muzeem moderního umění USA, které shromažďuje především díla vzniklá po II. světové válce v posledních 50 letech.

## Sbírky
Sbírka malby obsahuje některé nejvýznamnější umělce 20. století: Pablo Picasso, Henri Matisse, Mary Cassatt, Thomas Eakins, Henry Moore, Jackson Pollock, Mark Rothko, Franz Kline, Hans Hofmann, Morris Louis, Kenneth Noland, John Chamberlain, Francis Bacon, Willem de Kooning, Milton Avery, Ellsworth Kelly, Louise Nevelson, Arshile Gorky, Edward Hopper, Larry Rivers, Raphael Soyer a další.
V sochařském parku jsou instalovány sochy Auguste Rodina, Davida Smitha, Alexandera Caldera, Jeff Koonse a dalších.